# Golaida
Koordinaten: 53° 10′ 7″ N, 9° 56′ 22,9″ O

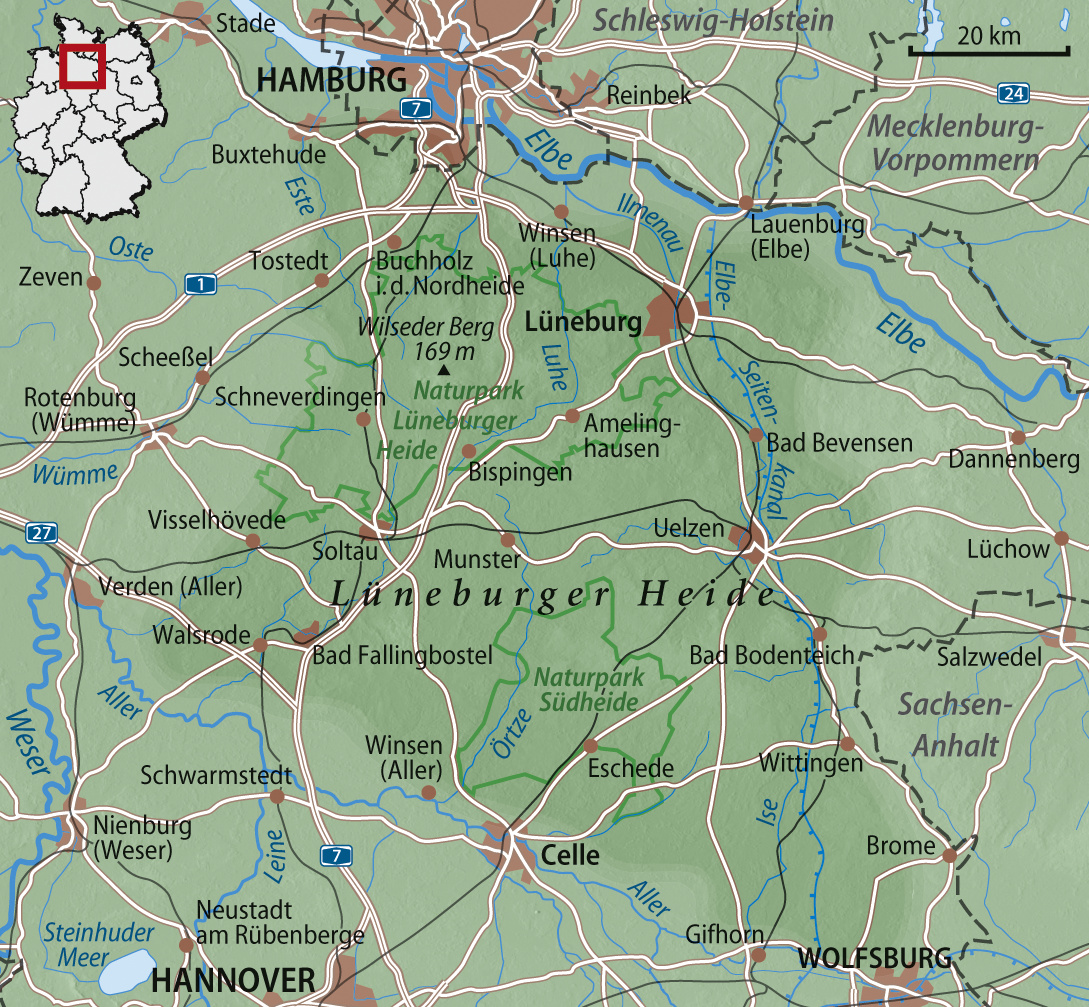
Karte der Lüneburger Heide

Golaida ist in der Origo Gentis Langobardorum (lat.: Ursprung des Geschlechts der Langobarden) sowie der Historia Langobardorum (lat.: Geschichte der Langobarden) die Bezeichnung eines langobardischen Siedlungsgebietes, dessen Lage nach heutigem wissenschaftlichen Kenntnisstand mit der Lüneburger Heide gleichzusetzen ist.

## Geographische Lage
Anhand archäologischer Funde wie Schmuck, Waffen und Grabbeigaben lässt sich das langobardische Siedlungsgebiet in der Lüneburger Heide nördlich bis zur Elbe, östlich bis zum Staatsforst Göhrde, südlich bis zum Quellgebiet der Ilmenau und westlich bis zur Seeve eingrenzen.

## Geschichte
Die Origo Gentis Langobardorum, die im 7. Jahrhundert schriftlich fixierte Stammessage der Langobarden, sowie die von Paulus Diaconus im späten 8. Jahrhundert verfasste Historia gentis Langobardorum berichten, dass die Langobarden Golaida nach ihrem Abzug aus Scoringa in Besitz nahmen. Gesicherte Jahreszahlen zu dieser Landnahme fehlen. Erst um die Jahre 3 v. Chr. bis 5 n. Chr. beschreiben antike Historiker erstmals den Stamm der Langobarden und ihr Siedlungsgebiet an der Elbe.
Die Anwesenheit der Langobarden prägte diese Region nachhaltig. Noch im 13. Jahrhundert wurde ein Teil der Lüneburger Heide als Bardengau bezeichnet; der Name dessen Hauptortes Bardowick dürfte gleichfalls mit hoher Wahrscheinlichkeit auf die Langobarden zurückzuführen sein.